# Тисовиця

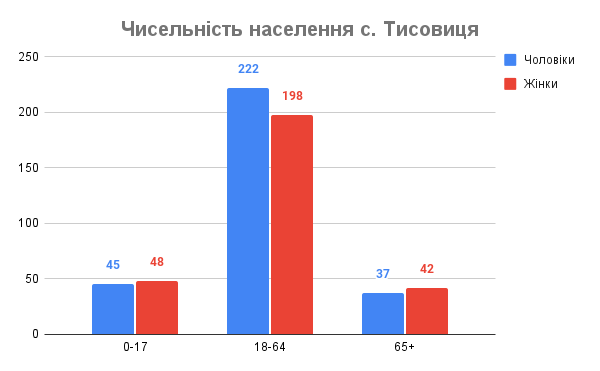
Чисельність населення с. Тисовиця, 2021

Тисо́виця (Тисовець, Tisouicza) — село в Україні, у Самбірському районі (з 2020 - Самбірському) Львівської області. Населення становить 592 осіб (2021 р.). Орган місцевого самоврядування - Стрілківська сільська рада.

## Географія
Через село тече річка Тисовичка, ліва притока Дністра.

## Історія
Село Тисовиця засноване на сирому корені волоським правом 1558 р.
Староста Петро Боратинський (Piotr Boratyński) поручає крайнику Осташу Дашковичу осадити село Тисовицю, надаючи заразом йому право на парафію. 17 квітня 1558 p.
"A. 1588 dominico die conductus Paschae, Samboriae. Facultas Magnifici Petri a Boratyn Capitanei Samboriensis, Provido Ostasz Daszkowicz, Sculteto, locandi villam in fluvio dieto Ciszowicza data, in qua ad Scultetiam duo lanei agri liberi, nec non tertius pro Poponatu in eadem villa erigendo, cum molendino in eodem rivulo, pro suo usu extruendo, ac tertia parte dationum omnium, nec non colenda, bis in anno, videlicet pro feste Paschae et Natalis Domini, ac laboribus trium dierum annuatim de subditis, scilicet falcastrationis, messis et arationis, ratione quorum tempore belli dictus Scultetus in duobus equis, metsecundus, armati, seryire obligatur, perpetuis temporibus incorporantur".
"A. 1563, Petricoviae in comitiis. Sigismundus Augustus honestum Vaskonem Tyszowiecki, circa advitalitatem Scultetiae, in villa Tysowica, ac areae, laneorum, molendini, tertiac partis dationum, ac reliquorum provenientiarum et utilitatum conservat".
В люстрації Економії Самбірської з 1686 р. читаємо: "Ta wś ma łan. os. 26, z osobna kniazkich 3, popowski 1, Czynsze na św. Marcin kuchennego od chlebników po gr. 2 1 2. Stróżnego z łanu każdego po gr. 12 1 2Żyrowszczyzny z łanu po 1 zł. 10 gr. Owsa z łanu półmiarek, gęś, kur dwoje. Myta od gromady płacą gr, 12. Za wołu z łanu po 1 zł. Za sądy zborowe gromada z łanu płaci po zł. 10 dwiema ratami. Wójtowie z obszaru płacą zł. 6. Ciż z domów, wiolo ich będzie, po gr. 24. Ciż pokłonu i stacyi zł. 2 gr. 24. Z pustych koszonych po zł. 6. Pop z cerkwi czynszu zł. 2 gr. 6. Czynsze na św. Wojciech stróżnego z łanu po gr. 12 1 2 kuchennego od chlebników po gr. 8. Za jagnię i jarząbki 28. Za barana zł 3. Owsa z łanu półmiarek, gęś, kur dwie. Gromada cała daje baranka wielkanocnego i jajec kopę. Dziesięcinę owczą płacą albo dwudziestego barana, albo od owcy po gr. 4. Drew do żupy dowieść powinni z łanu wozów 55. Także tram jeden do piły wywieźć mają. Snopki także gromada daje do karczmy stryłeckiej. Pachołka do żupy wyprawuje. Pług z łanu jeden, kosiarza z łanu jednego wysyłają.
W tej wsi trzyma wójtowstwo p. Hrehory Manasterski, który prawa na to wójtowstwo niepokazał. Uskarżała się gromada na tegoż p. Manasterskiego, że ich do robocizny i powinności nie należytych pociąga, od czego aby byli wolni, ponieważ non constat, jeżeli to z prawa temu wójtowstwu należy, wkłada się na zamek Samborski".
В інвентарю з 1760 року читаємо: "Ta wś osiadła na łan. 25; videlicet sianych 7, koszo nych 5, pustych 13. Z osobna kniazkich 3, sołtyski 1, popowski 1. Chlebnika ad prae sens znajduje się 36. Czynsze kuchennego z chlebnika Nr 36 a gr. 10 1 2, czyni zł. 12 gr. 18. Stróżnego z łanów słanych 7, z każdego po gr. 25, czyni 5 zł. 25 gr. Żerowszczyzny po 1 zł. 10 gr. , czyni 9 zł. 10 gr. Zborowszczyzny z tychże po zł. 10, czyni zł. 70. Owsa czynszowego z łanu po półmiarków 4, facit półmiarków 28; połowa w ziarnie a za drugą połowę zapłacić półmiarek po zł. 2; prowent za półmiarków 14 czyni zł. 28. Gęsi po 2, kur po 4 z łanu sianego, po 2 zł. , czyni 14 zł. Za wołu kuchennego z każdego łanusianego po 1 zł. , czyni 7 zł. Drew z łanu po wozów 55 do żupy starosolskiej odwieźć, albo za każdy wóz po gr. 6 płacić, z łanu po zł. 11, a z łanów ad praesens 7 prowent 77 zł. Z koszonych łanów ad praesens 5, po zł. 6, przychodzi zł. 30. Myta gromada płaci 12 gr. Barana kuchennego albo zań 3 zł. Baranka wielkanocnego albo zań 1 zł. Za jagnię i ja rząbki 28 gr. Jajec kopę, albo za nie gr. 20. Summa czynszu 259 zł. 23 gr. Wójtowstwa w tej wsi posesorami ImPan Antoni Dobrze niecki, kapitan wojsk JKrMości, na które prawo produxit, vigore którego płacie powi nien z obszaru, domów, za pokłon i stacyą zł. U gr. 6, tudzież hibernę na gardekurów JKrMości i inne onera. Powinności tej wsi karczmę i młyny w Strzyłkach reparują. Na posługi do żupy starosolskiej chodzą. Pachoł ka do żupy kosztem swoim wyprawują. Drze wa rokowego do żupy dają z łanu sianego, łupanego dwoje, krokiew jedne, łat dwie, brus al. kostkowe jedno, gontów kóp dwie. Robotników do fol. starosolskiego dawać po winni z łanu sianego pług. jeden, kosarza, albo za to płacić zł. 15. Lasy tej wsi Las na wschód od Hryniowego potoku. Las na płd. na górze. Las na płn. bukowy. Las przeciwko Leniny Wielkiej i Stryłków. Skarżyła się gromada, że ich pan wójt do niezwyczajnych robocizn przymusza".
Українська радянська енциклопедія "Історія міст і сіл УРСР" натомість вказує (без посилання на першоджерела), що перша згадка про село відноситься до 1563 року.
За часів Речі Посполитої село належало до дібр коронних, країни гвоздецької, в економії самбірській.
У 1892 р. окрім греко-католицької церкви Св. Параскевії, у селі була 1-класна школа і позичкова каса (kasa poż. gm.) з капіталом 411 золотих ринських.
У Радянський час (1968 р.) в селі розташовувалася бригада радгоспу "Стрілківський", яка вирощувала льон, картоплю; була 8-річна школа, бібліотека, клуб.

### Незалежність (з 1991 р. по сьогодні)

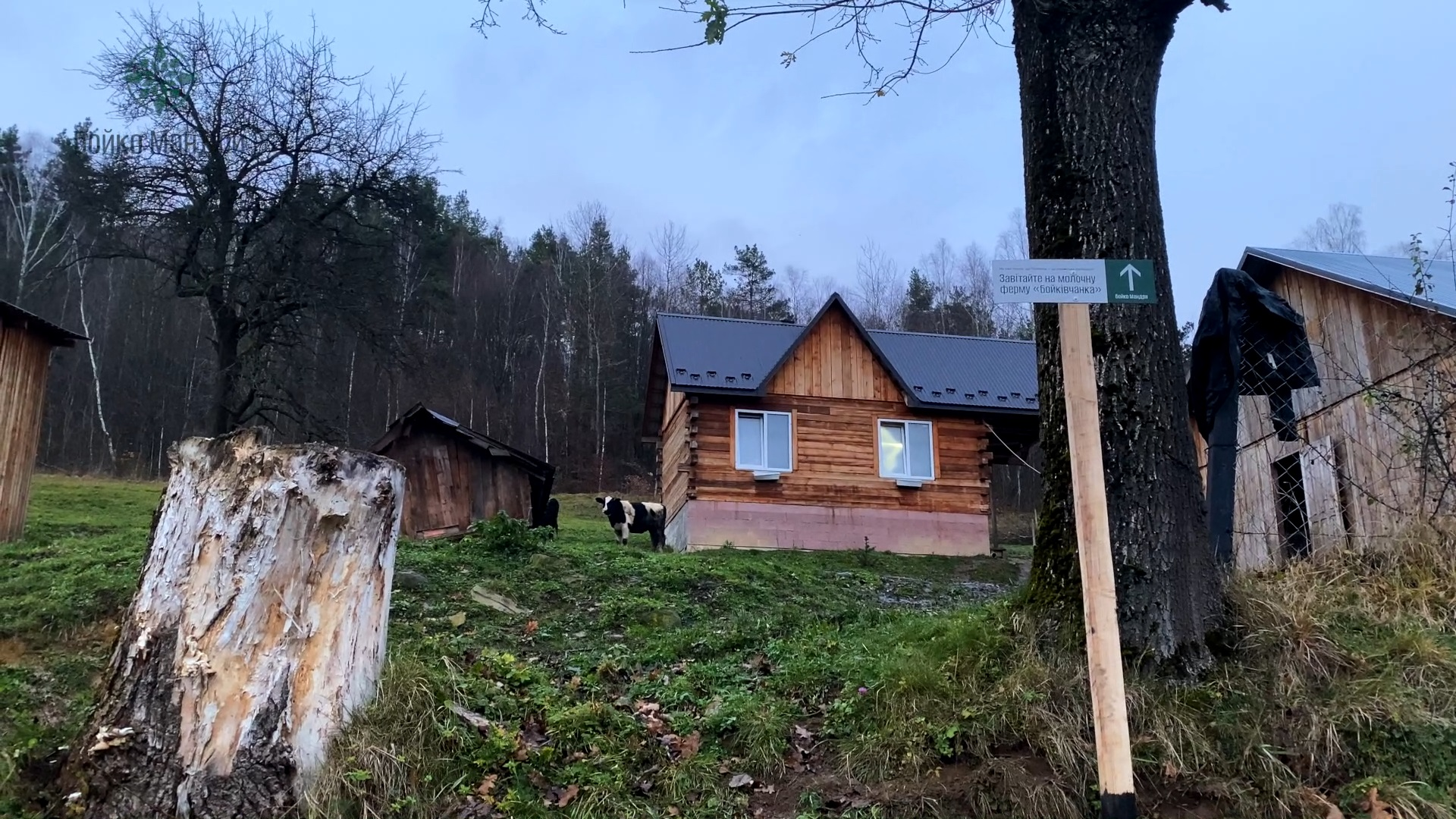
Тисовиця. Ферма "Бойківчанка" з брендовим вказівником проекту "БойкоМандри".

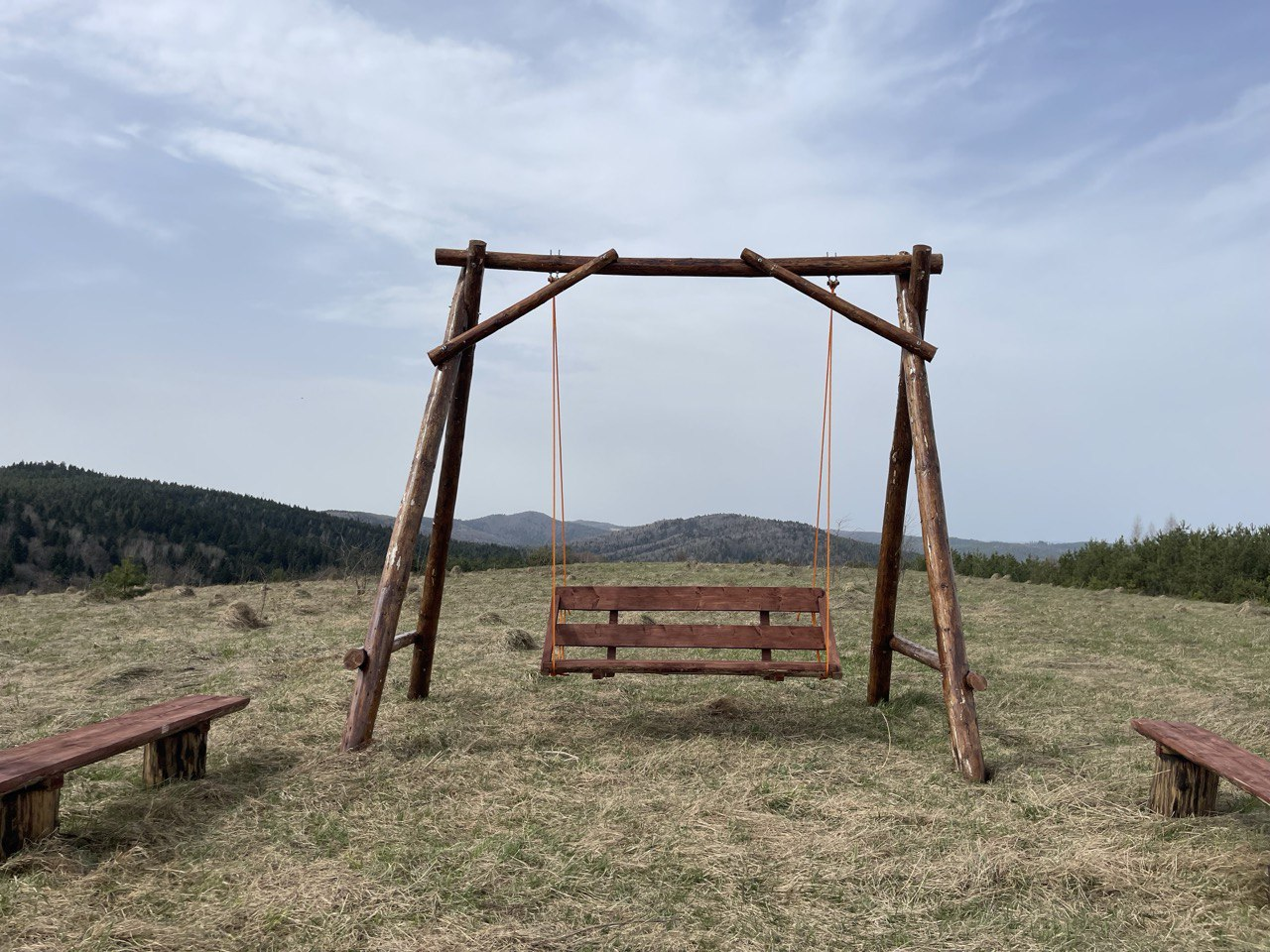
Гірська гойдалка біля стенда про Степана Стебельського "Хріна" між Тисовицею і Плоским. Встановлена в рамках проекту "БойкоМандри", 2024 рік.

У 2023 р. село Тисовиця разом із довколишніми селами ввійшло до мережі історико-туристичних маршрутів "БойкоМандри", яка створюється за підтримки УКФ та Стрілківської територіальної громади. 
Зокрема Тисовиця є першим пунктом туристичного маршруту "До криївки в церкву": Тисовиця - Ворьовий - Плоске - Мшанець.

### Населення
У 1880 р. було 161 дім, 743 жителі: 728 греко-католиків, 5 римо-католиків, 10 євреїв. 738 русинів, 5 поляків.
У 1938 р. в селі проживало 977 греко-католиків, 1 римо-католик та 12 євреїв.
У 1968 р. в селі проживало 979 людей.

## Історія церкви святої Параскеви

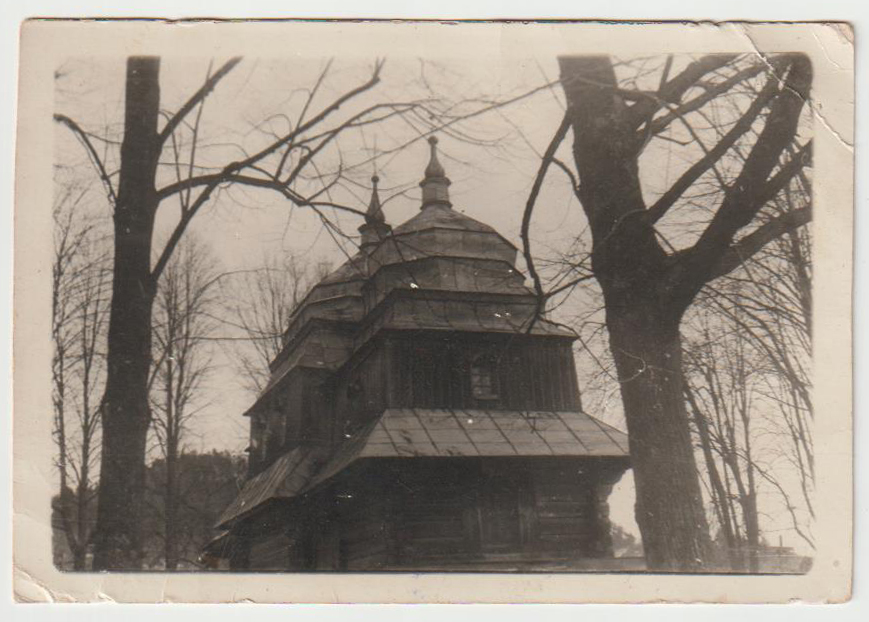
Церква Св. прп. Параскевії (Сербської). 1975 рік

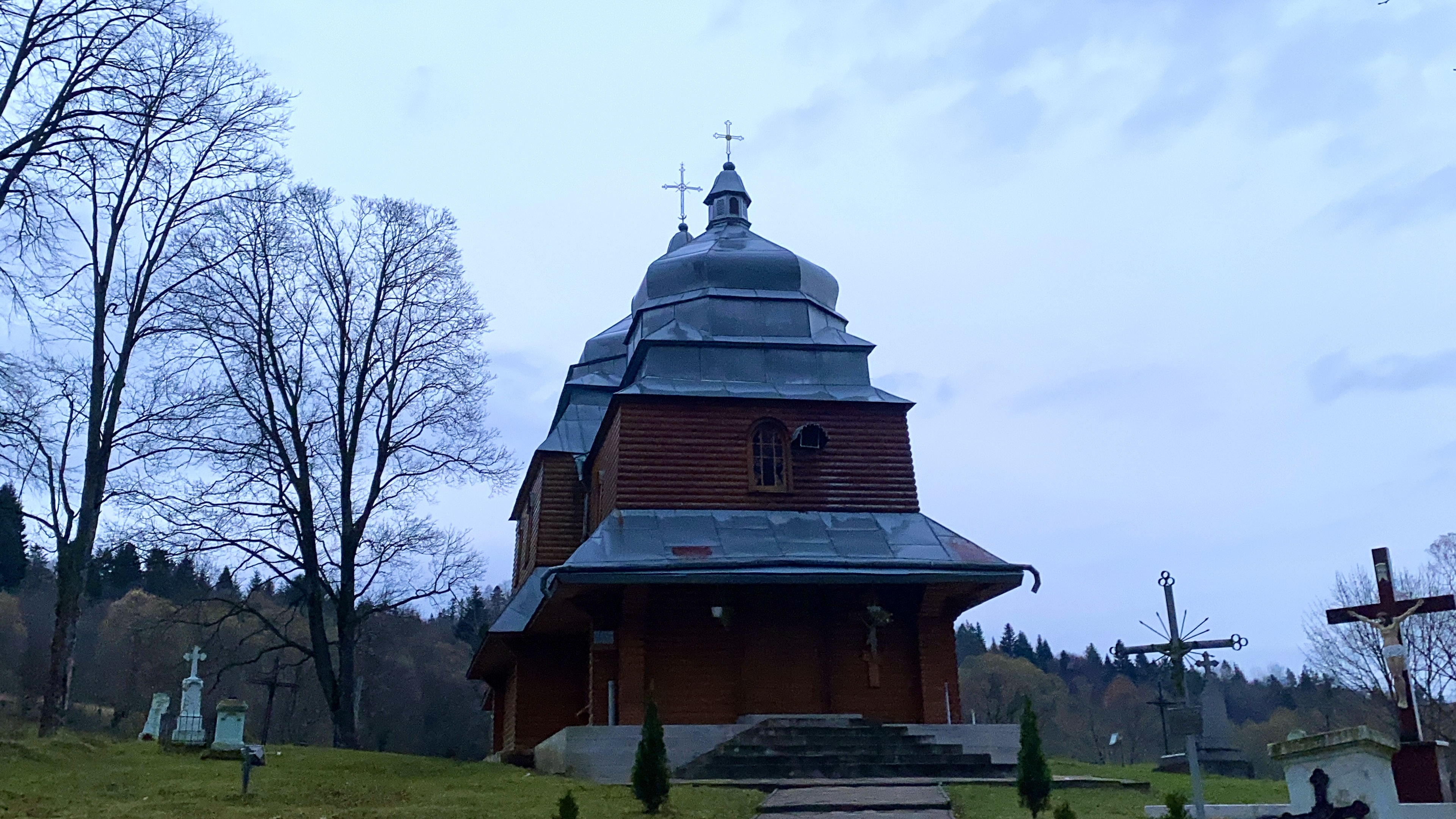
Церква Св. прп. Параскевії (Сербської). Світлина з проекту "БойкоМандри", 2023 рік.

Найдавніші відомості про церкву преподобної Параскеви Сербської датуються 1558 роком. 
Scultetia cum poponatu villae Tisouicza.
Petrus a Borathin castellanus belzensis, capitaneus samboriensis etс. Signihcamus tenore praesentium universis et singulis, harum noticiam habituris et inspecturis, quomodo nos cupientes bona regia tenutae nostrae capitaneatus Samboriensis in usum ac commodum ampliorem deducere, prouido Hostasz Daskowicz krainicio strzelecensi villam in riuulo dicto Cziszowicza in capitaneatu nostra Samboriensi de noua radice locandam et constituendam iure valochico dedimus et concedimus omnimodam facultatem, ratione cuius locationis villae prefatae eidem Ostasz et eius successoribus scultetiam alias kniasthwo iure et more aliorum kniasionum et iuris praefati scultetorum cum omni potestate eandem tenendam, et possidendam pro centum sexaginta florenis peccuniae polonicalium numeri et mon[etae] vendidimus, ac in usumfructum hisce praesentibus concedimus, adicientes et conseruantes sibi super eandem scultetiam duos laneos agri liberos necnon et tertium laneum super poponatum in eadern villa de noua radice pro se extirpandos, ac molendinum eodem riuulo pro usu suo conslruendum, insuper eidem dedimus et concedimus tertiam partem omnium dationum, necnon et colendam bis in anno videlicet pro die festo Paschae et Nativitatis Domini secundum consuetudinem aliorum kniazionum de colonis exigendi, ac tres dies in anno laborandi, videlicet falcastrandi, metendi et arandi per unum diem.
Et ut itaque eadem villa valeat commodiosius collocari, colonibus omnibus ad decern annos a data praesentium se immediate sequentium a censu et omnibus dationibus admittimus et concedimus libertatem, qua elapsa colonis singulis annis censum ac alias omnes dationes semper pro quolibet festo s. Martini nobis et successoribus nostris [Тут в оригіналі, видко, пропуск.] semper pro necessitate in equis duobus metsecundus armate seruitia prestare. Et in cuius rei fidem sigillum nostrum praesentibus est impressum.
Datum in curia samboriensi dominico die conductus paschae anno Domini millesimo quingentesimo quinquagesimo octauo. Petrus a Borathin с. p. cap[iateneus] samborien[sis] (л. 359 v.).
Привілей церкви підтверджений грамотою короля Яна ІІІ Собєського у 1678 році. 
Попередня дерев'яна церква була, за даними візитації, 1766 р., триверхою. Наявна дерев'яна збудована у 1781 р. Це підтверджується словами Павлечка Івана Миколайовича (мешканець с. Тисовиця). 
Спочатку церкву мали на меті побудувати на Сиглах (назва частини села), в районі, де тепер розташована школа. Але за наказом сім'ї панів, які тоді проживали в селі, вже готові матеріали («готові підлоги») слуги вночі перевезли вниз, на місце, де тепер є церква. Саме того року було і побудовано саму церкву.
У початкового храму був примітивний екстер'єр, простий двосхилий дах, як у звичайних хат. У такому вигляді ця споруда простояла сто років, тобто до 1881 року. Інтер'єр церкви також був бідний, у приміщенні стояв лише «престіл», де служив святу літургію священик.
Церква не могла вмістити усіх прихожан, відтак селяни вирішили добудувати приміщення і розпочали роботу 1881 року. Оскільки у Тисовиці не було власного майстра, то їх скликали з довколишніх сіл. Церкву добудовано, накрито гонтом. У такому вигляді храм простояв до 1905 року — тоді селяни найняли майстрів із села Гвоздець, які виготовили бані та євреїв-бляхарів зі Старого Самбора, які накрили церкву.
Посвяту оновленої церкви у селі зробили справжнім святом: запросили єпископа зі Львова, а для його зустрічі підібрали 30 коней трьох мастей: сірих, вороних і рудих. Перших і останніх у селі було вдосталь, а ось двох сивих забракло — довелось їх попросити у села Лопушанка. Діти зі школи зустріли єпископа із квітами (у цей час в селі були тільки чотири класи). Це дійство відбувалось навесні 1911 року.
Оскільки до 1946 р. парафія Св. прп. Параскевії належала до Жукотинського деканату Перемишльсько-Самбірсько-Сяницької єпархії УГКЦ, тому, скоріш за все був запрошений єпископ УГКЦ не Львівський, а Перемиський Костянтин Чехович. Або ж мова йде про митрополита Андрея Шептицького, який був Львівським архиєпископом.
Після окупації краю радянськими військами та ліквідації УГКЦ у 1946 р. радянським режимом, церква в Тисовиці перейшла до Російської православної церкви, Старосамбірський деканат Дрогобицько-Самбірської єпархії РПЦ (з 1959 р.  Львівська єпархія РПЦ).
Була зачиненою з 1961 по 1989 роки. 
Зараз церква належить ПЦУ.

## Відомі люди
- Княжинський Антон (20 лютого 1893, с. Тисовиця Старо-Самбірського повіту — 1960) — доктор філософії, професор, директор Коломийської гімназії, січовий стрілець, політв'язень більшовицьких таборів. Літературознавець, освітній і громадський діяч. Його батько - о. Петро Княжинський (✝1925) був священиком УГКЦ та парохом місцевої громади.
- Кирилич Василь Петрович (28 травня 1964 року, с. Тисовиця, Львівська область) — український дипломат, радник першого класу.